# Джонні Пласід
Джонні Пласід (фр. Johny Placide, нар. 29 січня 1988, Монфермей) — французький і гаїтянський футболіст, воротар клубу «Олдем Атлетік».
Виступав, зокрема, за клуби «Гавр» і «Реймс», а також національну збірну Гаїті.

## Клубна кар'єра
У дорослому футболі дебютував 2008 року виступами за команду клубу «Гавр», в якій провів п'ять сезонів, взявши участь у 106 матчах чемпіонату. Більшість часу, проведеного у складі «Гавра», був основним голкіпером команди.
До складу клубу «Реймс» приєднався 2013 року. За три з половиною сезони відіграв за команду з Реймса 49 матчів у національному чемпіонаті.
Залишивши «Реймс» на правах вільного агента влітку 2016 року, Пласід був без клубу до лютого 2017, коли з ним шестимісячний контракт підписав «Генгам», що тоді терміново шукав другого воротаря на заміну травмованому Ромену Салену.
З літа 2017 перейшов до клубу «Олдем Атлетік», який виступає в Першій лізі Англії (третій за силою дивізіон), де став основним воротарем.

## Виступи за збірні
Протягом 2008–2009 років залучався до складу молодіжної збірної Франції. На молодіжному рівні зіграв у 6 офіційних матчах, пропустив 1 гол.
У 2011 році дебютував в офіційних матчах у складі національної збірної Гаїті. Наразі провів у формі головної команди країни 27 матчів, пропустивши 25 голів.
У складі збірної був учасником розіграшу Золотого кубка КОНКАКАФ 2015 року у США і Канаді, розіграшу Кубка Америки 2016 року у США.